# Plaques de matrícula de Nova Brunswick

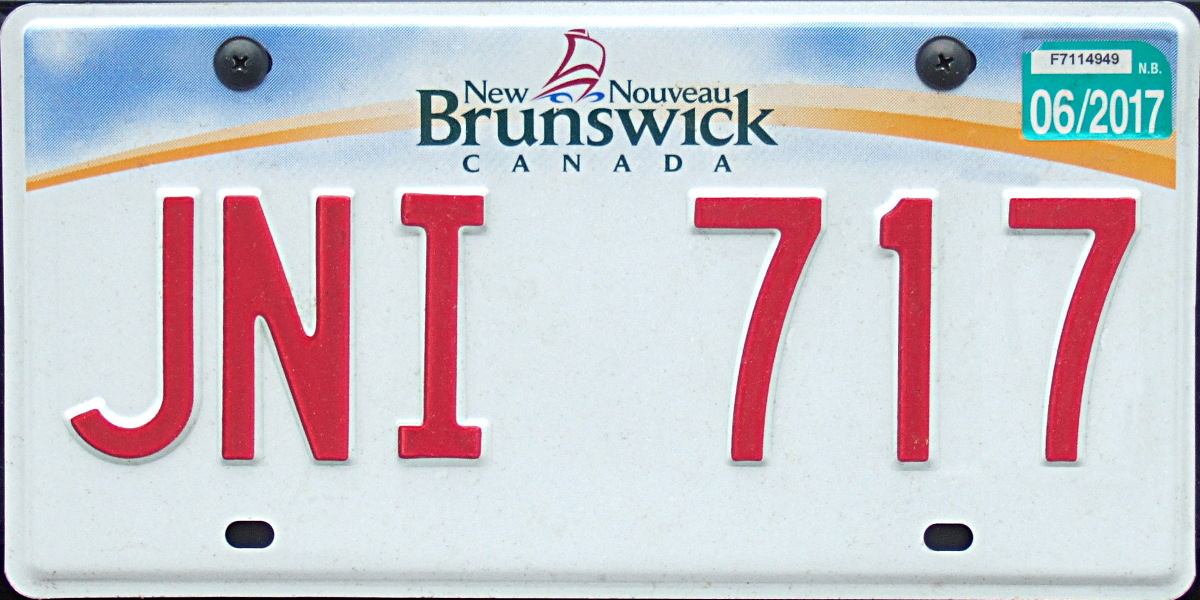
Model actual de matrícula introduït el 2011.

Les plaques de matrícula dels vehicle de Nova Brunswick es componen des de l'agost de 2011 d'un sistema aleatori de combinació alfanumèrica formada per sis caràcters, ordenats en dos grups de tres lletres i tres xifres, separats per un espai (ex. ABC 123). Els caràcters són en relleu de color vermell sobre un fons blanc reflectant, centrat a la part superior hi ha el nom de la província "Nova / Nouveau Brunswick" i sota seu "CANADA".
A partir del 2024, les plaques són emeses pel Departament de Justícia i Seguretat Pública de Nova Brunswick a través de la seva sucursal de vehicles de motor. Només calen plaques posteriors a tots els vehicles des del 15 de juliol de 2019.

## Història
El govern provincial va começar a exigir per primer cop que els residents registressin els seus vehicles de motor i mostressin matrícules a partir del 1905. Els inscrits van proporcionar les seves pròpies matrícules fins al 1911, quan la província va començar a emetre les plaques.

### Models de 1911 fins 1961
| Imatge | Data d'expedició | Disseny | Lema                               | Combinació utilitzada | Notes |
| ------ | ---------------- | --- | ---------------------------------- | --------------------- | --- |
|        | 1911             | Caràcters en negre sobre fons blanc. "1911" en vertical a l'esquerra i "NB" a la dreta.                         | Sense lema.                        | 123                   | Placa ceràmica amb mides 6" x 10" (15,24 cm x 25,40 cm) fins al 1917. |
|        | 1912             | Caràcters en vermell sobre fons blanc. "1912" en vertical a l'esquerra i "NB" a la dreta.                       | Sense lema.                        | 123                   | Placa ceràmica. |
|        | 1913             | Caràcters en negre sobre fons groc. "1913" en vertical a l'esquerra i "NB" a la dreta.                          | Sense lema.                        | 1234                  | Placa ceràmica. |
|        | 1914             | Caràcters en blanc sobre fons verd. "1914" en vertical a l'esquerra i "NB" a la dreta.                          | Sense lema.                        | 1234                  | Placa ceràmica. |
|        | 1915             | Caràcters en blanc sobre fons vermell. "1915" en vertical a l'esquerra i "NB" a la dreta.                       | Sense lema.                        | 1234                  | Placa ceràmica. |
|        | 1916             | Caràcters en blau marí sobre fons blau cel. "1916" en vertical a l'esquerra i "NB" a la dreta.                  | Sense lema.                        | 1234                  | Placa ceràmica. |
|        | 1917             | Caràcters en negre sobre fons groc. "1917" en vertical a l'esquerra i "NB" a la dreta.                          | Sense lema.                        | 1234                  | Placa ceràmica. |
|        | 1918             | Caràcters en blanc sobre fons negre."N.B. 1918" a l'esquerra.                                                   | Sense lema.                        | 12345                 | Introducció de la placa metàl·lica. Canvi de mides a 6" x 13" (15,24 cm x 33,02 cm) fins al 1921. |
|        | 1919             | Caràcters en negre sobre fons blanc. "N.B. 1919" a l'esquerra.                                                  | Sense lema.                        | 1234                  | |
|        | 1920             | Caràcters en groc sobre fons negre. "NB" en vertical a l'esquerra i "1920" a la dreta.                          | Sense lema.                        | 12345                 | |
|        | 1921             | Caràcters en marró sobre fons color cuir."NB" en vertical a l'esquerra i "1921" a la dreta.                     | Sense lema.                        | 12345                 | |
|        | 1922             | Caràcters verd fosc sobre fons blanc. "NB" en vertical a l'esquerra i "1922" a la dreta.                        | Sense lema.                        | 12-345                | Primera placa amb relleu. Canvi de mides a 5 1/2" x 14 3/8" (13,97 cm x 36,5 cm). |
|        | 1923             | Caràcters en blanc sobre fons blau marí. "NB" en vertical a l'esquerra i "1923" a la dreta.                     | Sense lema.                        | 12345                 | Canvi de mides a 5 1/2" x 13" (13,97 cm x 33,02 cm). |
|        | 1924             | Caràcters blau marí sobre fons gris."NB" en vertical a l'esquerra i "1924" a la dreta.                          | Sense lema.                        | 12345                 | Canvi de mides a 5 1/2" x 12 3/4" (13,97 cm x 32,38 cm). |
|        | 1925             | Caràcters en negre sobre fons verd clar. "NB" en vertical a l'esquerra i "1925" a la dreta.                     | Sense lema.                        | 12-345                | Canvi de mides a 5 3/8" x 12 1/2" (13,63 cm x 31,75 cm). |
|        | 1926             | Caràcters en blanc sobre fons negre. "NB" en vertical a l'esquerra i "1926" a la dreta.                         | Sense lema.                        | 12345                 | |
|        | 1927             | Caràcters en negre sobre fons crema. "1927" en vertical a l'esqerra i "NB" a la dreta.                          | Sense lema.                        | 12-345                | Canvi de mides a 5 3/8" x 12 1/4" (13,63 cm x 31,115 cm). |
|        | 1928             | Caràcters en blanc sobre fons granat. "NEW BRUNSWICK-28" centrat a baix.                                        | Sense lema.                        | 12-345                | Primera placa que afegeix el nom de la província. Canvi de mides a 5 7/16" x 12 3/16" (13,79 cm x 30,93 cm). |
|        | 1929             | Caràcters en blanc sobre fons color xarxet. "NEW BRUNSWICK-29" centrat a dalt.                                  | Sense lema.                        | 12-345                | Canvi de mides a 5 7/16" x 12 1/8" (13,79 cm x 30,78 cm). |
|        | 1930             | Caràcters en granat sobre fons platejat. "NEW BRUNSWICK-30" centrat a baix.                                     | sense lema.                        | 12345                 | Canvi de mides a 5 1/2" x 12 7/32" (13,97 cm x 31.013 cm). |
|        | 1931             | Caràcters en carabassa sobre fons porpra. "NEW BRUNSWICK-31" centrat a dalt.                                    | Sense lema.                        | A-1234                | Canvi de mides a 5 1/2" x 11 7/8" (13,97 cm x 30,15 cm). |
|        | 1932             | Caràcters en negre sobre fons blanc. "NEW BRUNSWICK-32" centrat a baix.                                         | Sense lema.                        | A-1234                | Canvi de mides a 5 1/4" x 11 3/4" (13.33 cm x 29.84 cm). S'introdueix una lletra per indicar el codi regional: F (Fredericton), J (Saint John), M (Moncton), N (Northumberland), R (Restigouche), S (St. Stephen), W (Woodstock) |
|        | 1933             | Caràcters en blanc sobre fons blau marí. "NEW BRUNSWICK-33" centrat a dalt.                                     | Sense lema.                        | A-1234                | Codificació regional. Canvi de mides 5 1/2" x 11 3/4" (13,97 cm x 29,84 cm) fins al 1935. |
|        | 1934             | Caràcters en blau sobre fons blanc. "34-NEW BRUNSWICK" centrat a baix.                                          | Sense lema.                        | A-1234                | Codificació regional. |
|        | 1935             | Caràcters en platejat sobre fons negre. "NEW BRUNSWICK-35" centrat a dalt.                                      | Sense lema.                        | A-1234                | Codificació regional. |
|        | 1936             | Caràcters en negre sobre fons blanc. "NEW BRUNSWICK-36" centrat a baix.                                         | Sense lema.                        | A-1234                | Codificació regional. Canvi de mides a 5 3/4" x 11 1/8" (14,605 cm x 28,25 cm) |
|        | 1937             | Caràcters en blanc sobre fons negre. "NEW BRUNSWICK-37" centrat a baix.                                         | Sense lema.                        | 12-345                | Canvi de mides a 5 1/2" x 11 1/2" (13,97 cm x 29,21 cm) fins al 1949. |
|        | 1938             | Caràcters en negre sobre fons platejat. "NEW BRUNSWICK-38" centrat a dalt.                                      | Sense lema.                        | 12-345                | |
|        | 1939             | Caràcters en blanc sobre fons blau. "NEW BRUNSWICK-39" centrat a baix.                                          | Sense lema.                        | 12-345                | |
|        | 1940             | Caràcters en groc sobre fons verd fosc. "NEW BRUNSWICK-40" centrat a dalt.                                      | Sense lema.                        | 12-345                | |
|        | 1941             | Caràcters en beix sobre fons marró. "NEW BRUNSWICK-41" centrat a baix.                                          | Sense lema.                        | 12-345                | |
|        | 1942–44          | Caràcters en groc sobre fons blau marí. "42 - NEW BRUNSWICK" centrat a dalt.                                    | Sense lema.                        | 12·345                | Revalidada per al 1943 i 1944 amb un adhesiu al parabrises, degut a l'aprofitament de metall per la Segona Guerra Mundial. |
|        | 1945             | Caràcters en groc sobre fons negre. "NEW BRUNSWICK-45" centrat a dalt.                                          | Sense lema.                        | 12·345                | |
|        | 1946             | Caràcters en blanc sobre fons blau marí. "NEW BRUNSWICK-46" centrat a baix.                                     | Sense lema.                        | 12·345                | |
|        | 1947             | Caràcters en blanc sobre fons marró. "NEW BRUNSWICK-47" centrat a baix.                                         | Sense lema.                        | 12·345                | |
|        | 1948             | Caràcters en blanc sobre fons negre. "48-NEW BRUNSWICK" centrat a dalt.                                         | Sense lema.                        | 12·345                | |
|        | 1949             | Caràcters en blanc sobre fons granat. "49-NEW BRUNSWICK" centrat a baix.                                        | Sense lema.                        | 12·345                | |
|        | 1950             | Caràcters en groc sobre fons blau marí. "NEW BRUNSWICK – 50" centrat a dalt.                                    | Sense lema.                        | 12·345                | Primera placa amb les mides estandaritzades a 6" x 12" (15,24 x 30,48 cm) els caràcter es tornen més prims. |
|        | 1951             | Caràcters en blanc sobre fons verd. "NEW BRUNSWICK – 51" centrat a baix.                                        | Sense lema.                        | 12·345                | |
|        | 1952             | Caràcters en blanc sobre fons granat. "52 – NEW BRUNSWICK" centrat a dalt.                                      | Sense lema.                        | 12·345                | |
|        | 1953             | Caràcters en blanc sobre fons negre. "53 – NEW BRUNSWICK" centrat a baix.                                       | Sense lema.                        | 12·345                | |
|        | 1954             | Caràcters en verd sobre fons blanc. Escut provincial entre la combinació i "54 - NEW BRUNSWICK" centrat a dalt. | Sense lema.                        | 12 345                | S'utilitza l'escut de la província com a separador de la combinació. |
|        | 1955             | Caràcters en blanc sobre fons verd. Escut provincial entre la combinació i "55 – NEW BRUNSWICK" centrat a baix. | Sense lema.                        | 12 345                | |
|        | 1956             | Caràcters en verd sobre fons blanc. Escut provincial entre la combinació i "56 - NEW BRUNSWICK" centrat a dalt. | Sense lema.                        | 12 345                | |
|        | 1957             | Caràcters en blanc sobre fons verd. Escut provincial entre la combinació i "57 – NEW BRUNSWICK" centrat a baix. | Sense lema.                        | 12 345                | |
|        | 1958             | Caràcters en verd sobre fons blanc. Escut provincial entre la combinació i "58 - NEW BRUNSWICK" centrat a dalt. | "PICTURE PROVINCE" centrat a baix. | 123 456               | |
|        | 1959             | Caràcters en blanc sobre fons verd. Escut provincial entre la combinació i "NEW BRUNSWICK - 59" centrat a dalt. | "PICTURE PROVINCE" centrat a baix. | 123 456               | |
|        | 1960–61          | Caràcters en verd sobre fons blanc. Escut provincial entre la combinació i "60 - NEW BRUNSWICK" centrat a dalt. | "PICTURE PROVINCE" centrat a baix. | 123 456               | Revalidada pel 1061 amb un adhesiu al parabrises. |

### Models de 1962 fins avui dia
| Imatge | Data d'expedició | Disseny | Lema                                                                          | Combinació utilitzada | Notes |
| ------ | ---------------- | --- | ----------------------------------------------------------------------------- | --------------------- | --- |
|        | 1962–63          | Caaràcters en blanc sobre fons vermell. "NEW BRUNSWICK" a dalt descentrat a l'esquerra i "62" a la dreta dins una caixeta blanca. | "PICTURE PROVINCE" centrat a baix.                                            | 123-456               | |
|        | 1964–65          | Caràcters en blanc sobre fons vermell. "NEW BRUNSWICK" centrat a dalt i "64" a baix a la dreta. | "PICTURE PROVINCE" centrat a baix.                                            | 123-456               | |
|        | 1966–68          | Caràcters en blanc sobre fons vermell. "NEW BRUNSWICK" centrat a dalt i "66" a baix a la dreta. | "PICTURE PROVINCE" centrat a baix.                                            | 123-456               | |
|        | 1969–71          | Caràcters en vermell sobre fons blanc. "NEW BRUNSWICK" centrat a dalt i "69" a baix a la dreta. | "PICTURE PROVINCE" centred at bottom                                          | 123-456               | |
|        | 1972–74          | Caràcters en verd sobre fons blanc. "NEW BRUNSWICK" centrat a dalt i "NOUVEAU-BRUNSWICK" centrat a baix. "72" a dalt a la dreta. | Sense lema.                                                                   | 123-456               | |
|        | 1975–77          | Caràcters en verd sobre fons blanc. "NEW BRUNSWICK" centrat a dalt i "NOUVEAU-BRUNSWICK" centrat a baix. "75" a dalt a la dreta. | Sense lema.                                                                   | 123-456               | |
|        | 1978–85          | Caràcters en verd sobre fons blanc. "NEW BRUNSWICK" centrat a dalt i "NOUVEAU-BRUNSWICK" centrat a baix. "78" a dalt a la dreta. | Sense lema.                                                                   | 123-456               | |
|        | 1986–89          | Caràcters en blau sobre fons reflectant blanc. "NEW BRUNSWICK" i "NOUVEAU-BRUNSWICK" imprès en color verd centrat a dalt i a baix respectivament. | Sense lema.                                                                   | ABC-123               | |
|        | 1989             | Caràcters en blau sobre fons reflectant blanc. "NEW BRUNSWICK" i "NOUVEAU-BRUNSWICK" en color verd centrat a dalt i a baix respectivament. | Sense lema.                                                                   | ABC-123               | Canvi de material de les plaques a acer galvanitzat.                                                                               |
|        | 1989–91          | Caràcters en blau sobre fons reflectant blanc. "NEW BRUNSWICK" i "NOUVEAU-BRUNSWICK" imprès en color verd centrat a dalt i a baix respectivament. | Sense lema.                                                                   | ABC-123               | |
|        | 1991–2003        | Caràcters en vermell sobre fons reflectant blanc. Imprès a dalt el logotip provincial: "New" i "Nouveau" a l'esquerra i "Brunswick" a la dreta, entremig el símbol d'una galera en vermell. | Sense lema.                                                                   | ABC-123               | Les lletres C, D i F com a inici de sèrie estan reservades per a vehicles comercials, de concessionari i agrícoles respectivament. |
|        | 2003–09          | Igual que l'anterior, però amb el logotip provincial canviat: "New" a l'esquerra d ela galera, "Nouveau" a la dreta i "Brunswick" i "CANADA" a sota. | ABC 123                                                                       |                       | |
|        | 2009–11          | Caràcters en granat sobre fons reflectant blanc amb dues bandes corbades d'or i blau cel a la part superior. Logotip provincial (una galera vermella estilitzada amb petites onades blaves i "Nou" a l'esquerra, "Nouveau" a la dreta i "Brunswick" i "CANADA" a sota, tot en verd) imprès a dalt. | "Be... in this place ᐧ Être... ici on le peut" imprès en verd centrat a baix. | ABC 123               | La lletra H com a inici de sèrie està reservada pels taxis.                                                                        |
|        | 2011–avui dia    | Mateix disseny que l'anterior, però els caràcters tornen a ser vermells. | Sense lema.                                                                   | ABC 123               | Només són obligatòries les plaques del darrere des del 15 de juliol de 2019.                                                       |

## Altres tipus

### Personalitzades
La província també ofereix la possibilitat d'utilitzar matrícules personalitzades.

### Especials
Actualment la província ofereix dos tipus de matrícules especials, l'anomenada "Conservation" i la de veterà de guerra.
| Imatge | Data d'expedició       | Tipus            | Disseny | Combinació utilitzada | Notes            |
| ------ | ---------------------- | ---------------- | --- | --------------------- | ---------------- |
|        | 2004-avui dia          | Conservation     | Mateix disseny que la dels automòbils però la sperie comença per la lletra "N" i es pot triar entre 4 models diferents: Chickadee, cérvol, salmó i viola. Centrat a baix porta la paraula "CONSERVATION". | NAB 123               | Cost 32 dollars. |
|        | Novembre 2003-avui dia | Veterà de guerra | Mateix disseny que la dels automòbils però amb la imatge d'una rosella a l'esquerra. | WAB 12                |                  |

### Trailer
Utilitza el mateix disseny de la dels automòbils però la primera lletra de la combinació comença per "L" (ex. L BC 123).